# Metacnephia hirta
Metacnephia hirta är en tvåvingeart som först beskrevs av Rubtsov och Terteryan 1954.  Metacnephia hirta ingår i släktet Metacnephia och familjen knott. Inga underarter finns listade i Catalogue of Life.